# Cheshire Gritstone Trail
Cheshire Gritstone Trail – długodystansowa ścieżka piesza w Anglii, składająca się z trzech etapów:
1. 17 km: Disley do Tegg's Nose;
2. 25 km: Tegg's Nose do Timbersbrook, najlepszy pod względem widoków;
3. 15 km: Timbersbrook do Kidsgrove.

Nieoficjalnie szlak biegnie dalej, od Kidsgrove do stacji kolejowej w Stoke-on-Trent. Opis tego odcinka, The Kidsgrove to Stoke Ridgeway, jest dostępny jako darmowy ebook.
Oficjalny odcinek szlaku jest oznaczony okrągłymi plakietkami w kolorze żółtym z nadrukowaną literą 'G' wewnątrz konturu stopy. Na szlak składają się zarówno ścieżki publiczne jak i umowne drogi dostępowe. Wejścia na poszczególne pola są ograniczone ramiakami z drabinkowymi stopniami. Szlak jest pełen długich stromych podejść i nagłych stromych zejść. Na przestrzeni trasy znajdują się różne rodzaje nawierzchni, która może być śliska i błotnista w zależności od pogody.